# Covêlo de Paivô
Covelo de Paivô is een plaats (freguesia) in de Portugese gemeente Arouca en telt 169 inwoners (2001).